# Оряхово (община)
Вижте пояснителната страница за други значения на Оряхово.
Община Оряхово се намира в Северозападна България и е една от съставните общини на област Враца.

## География

### Географско положение, граници, големина
Общината е разположена в североизточната част на Област Враца. С площта си от 326,549 km2 заема 4-то сред 10-те общините на областта, което съставлява 9,02% от територията на областта. Границите ѝ са следните:
- на север – Румъния;
- на югоизток – община Долна Митрополия от Област Плевен;
- на юг – община Искър и община Кнежа от Област Плевен и община Бяла Слатина;
- на запад – община Мизия.

### Релеф, води
Релефът на общината е равнинен, с общ наклон на юг и изток, като изцяло попада в Западната Дунавска равнина. На запад в нейните предели се простира източната част на обширното льосово плато Капитаница, което е слабо наклонено на юг и югоизток, а льосовата му покривка е най-дебелата в България, около 80 – 100 m. Тук, в югоизточната част на град Оряхово се намира и най-високата точка на общината – 225 m н.в. На юг и югоизток в пределите на общината попада северната част на друго голямо льосово плато – Равнището, което е с надморска височина между 120 и 150 m, а дебелината на льосавата пакривка – 40 – 60 m. Районът между селата Лесковец и Остров покрай брега на Дунав и платото Равнището на юг се заема от Островската низина, която представлява заливна тераса на река Дунав. В най-източната част на общината, източна от село Долни Вадин, на брега на Дунав е най-ниската ѝ точка – 23 m н.в.
В пределите на община Оряхово попадат 37,5 km от брега на река Дунав, от km 647,5 до km 685 (километрите се отчитат от устието на реката). В най-западната ѝ част, по границата с община Мизия преминават около 2 km от най-долното течение на река Огоста преди вливането ѝ в Дунав. Други постоянни реки в общината няма.

## Население

### Етнически състав
Численост и дял на етническите групи според преброяването на населението през 2011 г.:
|                     | Численост | Дял (в %) |
| Общо                | 11 522    | 100,00    |
| Българи             | 8707      | 75,57     |
| Турци               | 95        | 0,82      |
| Цигани              | 508       | 4,41      |
| Други               | 22        | 0,19      |
| Не се самоопределят | 50        | 0,43      |
| Неотговорили        | 2 140     | 18,57     |

### Населени места
Общината има 7 населени места с общо население 8566 жители към 7 септември 2021 г.
| Населено място | Население (2021 г.) | Площ на землището km2 | Забележка (старо име) | Населено място | Население (2021 г.) | Площ на землището km2 | Забележка (старо име)           |
| -------------- | ------------------- | --------------------- | --------------------- | -------------- | ------------------- | --------------------- | ------------------------------- |
| Галово         | 160                 | 26,147                |                       | Оряхово        | 3868                | 50,792                | Рахова, Орехово                 |
| Горни Вадин    | 183                 | 27,262                |                       | Остров         | 999                 | 75,531                |                                 |
| Долни Вадин    | 133                 | 18,801                |                       | Селановци      | 2792                | 110,218               |                                 |
| Лесковец       | 431                 | 17,798                |                       | ОБЩО           | 8566                | 326,549               | няма населени места без землища |

## Административно-териториални промени
- МЗ № 5854/обн. 07.07.1888 г. – преименува гр. Рахова на гр. Орехово;
- през 1956 г. – уточнено е името на гр. Орехово на гр. Оряхово без административен акт;
- Указ № 344/обн. 20.02.1970 г. – заличава с. Селановци и го присъединява като квартал на гр. Оряхово;
- Указ № 45/обн. 20 януари 1978 г. – отделя кв. Селановци от гр. Оряхово и го признава за отделно населено място – с. Селановци.

## Политика
- 2003 – Христо Иванов (Коалиция за Оряхово) печели на втори тур с 20 гласа срещу Нейчо Савчев (Българска социалдемокрация).
- 1999 – Нейчо Савчев (Българска Евролевица, ОБТ) печели на втори тур с 57% срещу Христо Иванов (БСП, ДПС, БББ-Демократичен център, БЗС „Александър Стамболийски“, ПК „Екогласност“, БКП „Георги Димитров“).
- 1995 – Христо Иванов (Предизборна коалиция БСП, БЗНС Александър Стамболийски, ПК Екогласност) печели на първи тур с 52% срещу Никола Атанасов (независим).
- 2007 – Георги Иванов Пенков печели на втори тур срещу Христо Иванов

## Транспорт
През общината преминават частично 3 пътя от Републиканската пътна мрежа на България с обща дължина 69,3 km:
- участък от 45,3 km от Републикански път II-11 (от km 111,8 до km 157,1);
- последният участък от 8,9 km от Републикански път II-15 (от km 69,3 до km 78,2);
- последният участък от 15,1 km от Републикански път III-306 (от km 50,2 до km 65,3).

## Топографска карта
- Лист от карта K-34-12. Мащаб: 1 : 100 000.
- Лист от карта K-34-24. Мащаб: 1 : 100 000.
- Лист от карта K-35-1. Мащаб: 1 : 100 000.
- Лист от карта K-35-13. Мащаб: 1 : 100 000.